# 구글 네스트
구글 네스트(영어: Google Nest)는 미국 캘리포니아주 팔로 알토에 위치한 가정 자동화 전문 회사이다. 와이파이로 연결되는 센서 기반의 자가학습 및 프로그램 입력이 가능한 온도조절기 및 연기 감지기, 스마트 스피커, 라우터가 주요 제품이다.

## 역사
2010년 전직 애플 엔지니어였던 토니 퍼델과 맷 로저스에 의해 설립되었으며, 이후 빠르게 성장하여 2012년 말에는 130명 이상의 종업원을 거느린 회사가 되었다.
네스트 랩스는 2011년 회사의 첫 번째 제품인 네스트 러닝 서모스탯(Nest Learning Thermostat)을 출시하였다. 2013년 10월에는 연기 및 일산화탄소 경보기인 네스트 프로텍트(Nest Protect)를 출시하였다.
2014년 1월 13일, 구글은 네스트 랩스를 32억 달러에 인수할 것이며, 인수 이후에도 해당 브랜드를 계속 사용할 계획임을 발표하였다.

## 네스트 러닝 서모스탯

### 세부 사양
| 모델 (코드명) | 버전 | 출시         | Wi-Fi | ZigBee | 24V | 120– 240V | 복수 지역 지원 | 1 - 2 단계 냉방  | 1 - 3 단계 난방 | 송풍 | 방열 | 열펌프 | 석유 | 가스 | 전기 | 복합 시스템 | 습도 조절 |
| ------------- | ---- | ------------ | ----- | ------ | --- | --------- | -------------- | ---------------- | --------------- | ---- | ---- | ------ | ---- | ---- | ---- | ----------- | --------- |
| Diamond       | 1.10 | 2011년 4분기 | 예    | 예     | 예  | 아니요    | 예             | 단일 단계만 지원 | 1-2 단계만 지원 | 예   | 예   | 예     | 예   | 예   | 예   | 아니요      | 아니요    |
| Diamond       | 1.12 | 2012년 1분기 | 예    | 예     | 예  | 아니요    | 예             | 단일 단계만 지원 | 1-2 단계만 지원 | 예   | 예   | 예     | 예   | 예   | 예   | 아니요      | 아니요    |
| Diamond       | 1.13 | ?            | 예    | 예     | 예  | 아니요    | 예             | ?                | ?               | 예   | 예   | 예     | 예   | 예   | 예   | ?           | ?         |
| Display       | 2.6  | 2012년 3분기 | 예    | 예     | 예  | 아니요    | 예             | 둘다             | 모두            | 예   | 예   | 예     | 예   | 예   | 예   | 예          | 예        |
| Display       | 2.8  | 2013년 3분기 | 예    | 예     | 예  | 아니요    | 예             | 둘다             | 모두            | 예   | 예   | 예     | 예   | 예   | 예   | 예          | 예        |

### 하드웨어
네스트는 표준 규격의 장치 연결 하에 중앙 냉난방 방식으로 동작하는 대부분의 표준 냉난방공조 시스템과 호환된다. 120~240V 전압을 사용하는 시스템은 호환되지 않는다. 네스트의 하드웨어는 크게 두 부분으로 구성되어 있다. 디스플레이는 메인 인쇄 회로 기판(PCB)과 회전 링, 연결 단자를 덮는 베이스, 거품 수준기, 고정 구멍으로 구성된다.

### 소프트웨어
네스트 서모스탯은 휠의 회전 및 누르기 동작으로 조작할 수 있는 운영 체제를 갖고 있다. 사용자는 터치 스크린 등의 입력 장치 없이도 휠의 조작만으로 냉난방을 전환하고 장치 설정, 에너지 기록, 스케줄 등의 기능에 접근할 수 있다. 장치가 인터넷에 연결되어 있기 때문에, 제조사로부터 오류 수정, 성능 향상 및 추가 기능을 위한 업데이트를 온라인으로 받을 수 있다. 자동 업데이트를 위해서는 와이파이가 연결되어 있어야 하며, 업데이트 다운로드 및 설치에 필요한 최소 요구량인 3.7V 정도의 베터리 잔량이 있어야 한다.

### 사용 가능 지역
네스트는 미국, 캐나다 및 영국을 비롯한 유럽 일부 국가에서 사용이 가능하다. 그 이외 지역에서 제품을 사용하려 할 경우 표준 시간대 및 ZIP 코드에 기반한 일부 기능의 설정에 어려움이 생기며, 설정의 부정확함으로 인해 사용자의 수면 및 외출 주기 예측 등의 기능이 오동작할 수 있다.
중간자 공격의 원리를 이용해 타지역 사용자가 정확한 표준시간대 및 날씨를 설정하는 것이 가능하다고 알려져 있다.
미주 지역 중에 서도 괌을 비롯한 일부 지역의 ZIP 코드 및 표준시간대는 네스트에서 사용이 불가능하다.

## 같이 보기
- 기계 학습